# میدان نفتی پرنج
میدان نفتی پرنج از میدان‌های نفتی ایران است، که در استان خوزستان و در فاصله ۳۰ کیلومتری از شمال غربی شهرستان بهبهان قرار دارد. این میدان همجوار میدان نفتی پارسی و میدان نفتی کرنج می‌باشد.
در سال ۱۳۸۵ پس از انجام عملیات لرزه‌نگاری سه‌بعدی توسط مدیریت امور فنی شرکت ملی مناطق نفت‌خیز جنوب در میدان‌های کرنج و پارسی و مشاهده تفسیر لرزه‌نگاری در این میدان‌ها، میدان پرنج به عنوان یک هدف اکتشافی مستقل مورد ارزیابی قرار گرفت. میدان نفتی پرنج در سال ۱۳۸۶ توسط مدیریت اکتشاف شرکت ملی نفت ایران کشف شد و عملیات توسعه این میدان نیز توسط شرکت ملی مناطق نفت‌خیز جنوب اجرا گردید. میدان نفتی پرنج در همان سال (۱۳۸۶) با میانگین ۳ هزار بشکه در روز وارد مدار تولید شد. هم‌اکنون ظرفیت تولید این میدان به‌طور متوسط معادل ١٨ هزار بشکه در روز می‌باشد.
حجم ذخیره درجای نفت خام میدان پرنج، معادل یک میلیارد و ۶۰۰ میلیون بشکه و ذخیره قابل برداشت آن معادل ۴۳۰ میلیون بشکه برآورد می‌شود. نفت این میدان دارای درجه سبکی API ۳۳ است. مخزن آسماری میدان نفتی پرنج دارای بازیافت اولیه ۱۶ درصد و بازیافت ثانویه ۱۴ درصد است. میدان پرنج از میدان‌ها تحت مدیریت شرکت ملی مناطق نفت‌خیز جنوب است، که عملیات تولید نفت از آن توسط شرکت بهره‌برداری نفت و گاز آغاجاری انجام می‌گیرد.